# Priscila Krause
Priscila Krause Branco (Recife, 15 de abril de 1978), é uma jornalista e política brasileira, filiada ao Partido Social Democrático (PSD). É a atual vice-governadora de Pernambuco, tendo antes sido deputada estadual e vereadora do Recife. É filha do também político, ex-governador de Pernambuco e ex-prefeito do Recife, Gustavo Krause.

## Vida pessoal
Filha de Gustavo Krause e Clea Borges, Priscila tem quatro irmãos - Daniela, Manoela, Arthur e Lara -, tendo sido a única de sua geração que seguiu a carreira política, a exemplo do pai, que já foi governador de Pernambuco, prefeito do Recife, ministro da Fazenda, ministro do Meio Ambiente, dos Recursos Hídricos e da Amazônia Legal, deputado federal e vereador do Recife. Foi eleita vereadora em 2004 enquanto cursava o segundo ano de Jornalismo na Universidade Católica de Pernambuco, graduação a qual veio concluir em 2008. Em 2006, casou-se com o empresário garanhuense Jorge Branco, com quem tem dois filhos, Matheus e Helena. Católica e devota de Nossa Senhora de Fátima, é de família judia. Sobre religião, acredita que o respeito à diversidade religiosa é um caminho importante na busca da paz.

## Carreira
Foi filiada ao DEM desde os 16 anos, quando a legenda ainda se chamava PFL. Foi assessora das secretarias estaduais de Justiça (1999) e de Produção Rural e Reforma Agrária (2001/02) além de ter atuado na assessoria parlamentar do ex-vereador Admaldo Matos (2000) e do deputado federal André (de 2002 a 2004).
Priscila Krause foi eleita vereadora do Recife em 2004, com 8.376 votos, pelo PFL. O seu primeiro mandato foi direcionado às políticas dos Direitos humanos, conquistando dentro da Câmara de Vereadores a presidência da Comissão de Direitos Humanos.
Em 2007, assumiu a presidência do diretório municipal do Democratas em Recife. Em 2008, foi reeleita vereadora pelo DEM, com 10.270 votos, sendo a 7ª candidata eleita mais votada. Foi líder da oposição ao governo do prefeito João da Costa (PT) em 2010 e 2011, tendo atuado ativamente na cobrança de mais transparência no poder público municipal.
Em 2012, foi novamente eleita vereadora, sendo a 3ª candidata mais votada com 13.386 votos e a única da coligação Por um Recife Melhor (DEM/PMN) a ser eleita.
Da Câmara Municipal, trouxe a experiência com pautas relacionadas à infraestrutura urbana e mobilidade, tendo sido sub-relatora das revisões do Plano Diretor e da Lei Orgânica da capital. É autora da lei municipal que preserva definitivamente a área verde da Tamarineira, na Zona Norte, da lei que cria o programa “Adote uma Biblioteca” e da lei que obriga as escolas municipais a oferecer cardápio específico para crianças com restrições alimentares.
Em 2014, foi eleita deputada estadual, com 47.882 votos. Única parlamentar de sua legenda a ser eleita deputada estadual por Pernambuco nessas eleições. A candidata não participou do horário de propaganda eleitoral obrigatória por ser oposição de seus coligados na frente popular de Pernambuco.
Em 2016, em convenção dos diretórios municipais do Democratas e do Partido da Mobilização Nacional (PMN), Priscila Krause se candidatou à Prefeitura do Recife na coligação "O Recife Acredita". A democrata teve 47.399 votos, ou 5,43% dos votos válidos no 1º turno, ficando na 4ª colocação da disputa majoritária, atrás de Geraldo Júlio e João Paulo que foram na ocasião ao 2º turno e de Daniel Coelho.
Nos mais de três anos como deputada estadual, a parlamentar levantou diversas bandeiras com ênfase na defesa dos pernambucanos de todas as regiões do estado: a reivindicação a favor da redução da carga tributária estadual, a defesa da preservação do meio ambiente, com ênfase na qualidade da água e no problema da seca, a busca por soluções para a crise de segurança púbica, com especial cuidado para os efeitos contra as mulheres, o acompanhamento do uso do dinheiro público por parte do Poder Executivo, fiscalizando gastos indevidos e obras públicas paradas e a defesa das potencialidades econômicas locais, como a Bacia Leiteira do Agreste. Com a plataforma “Monitora Pernambuco”, Priscila cobrou as promessas de campanha do governador eleito.
Como representante dos pernambucanos na Casa de Joaquim Nabuco, Priscila apresentou 28 projetos legislativos, 19 emendas a projetos de lei, 67 pedidos de informação e mais de 250 indicações e requerimentos. Nas comissões temáticas, entre as permanentes e as especiais, compôs 10 colegiados, destacando-se como relatora nas comissões especiais da Lei Anticorrupção, dos Resíduos Sólidos, das frentes parlamentares da Bacia do Rio Capibaribe e da Primeira Infância. Foram de sua iniciativa as instalações da Comissão Especial do Estatuto da Metrópole e da Frente Parlamentar em Defesa da Hemobrás.
Na Comissão de Finanças, Orçamento e Tributação da Alepe, Priscila Krause acompanhou de perto a confecção dos orçamentos estaduais, apresentando 12 emendas modificativas para privilegiar programas públicos que tivessem mais importância na construção de uma melhor qualidade de vida para os pernambucanos. Uma dessas, por exemplo, realocou R$ 19 milhões em ações como a propaganda institucional da gestão em prol da garantia do fornecimento de medicamentos especiais e excepcionais, fundamentais no tratamento de doenças graves.
Em março de 2025 anunciou sua filiação ao Partido da Social Democracia Brasileira.